# 切萊里納

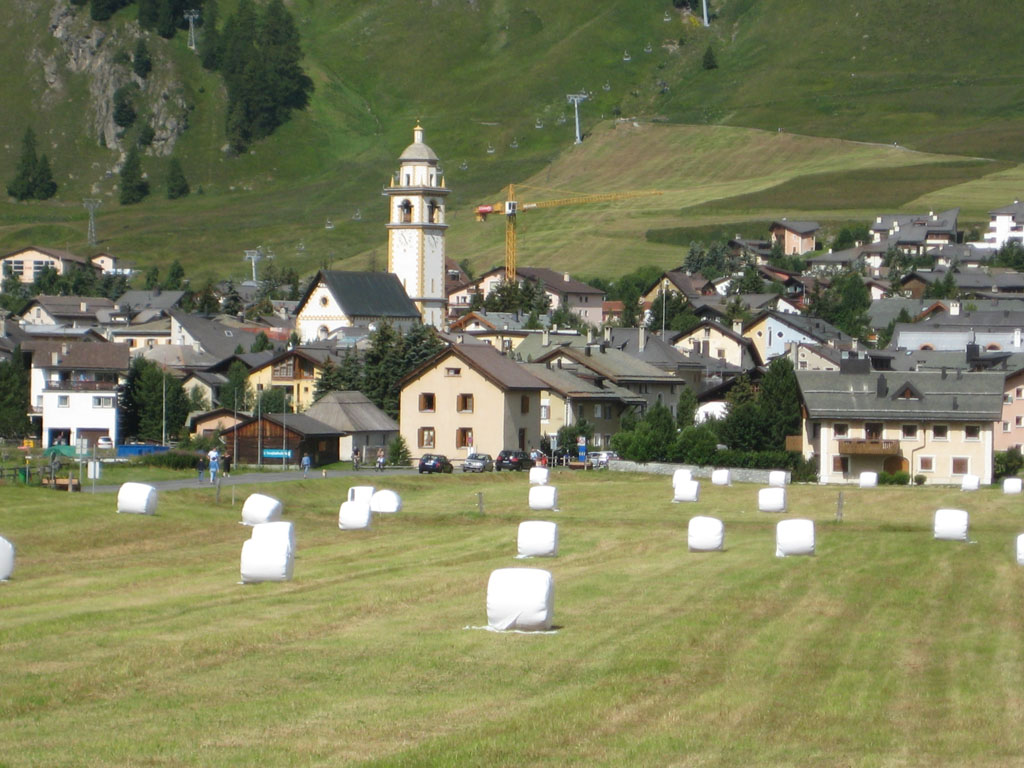

切萊里納是瑞士的城鎮，位於該國東部，由格勞賓登州負責管轄，面積24.02平方公里，海拔高度1,714米，2011年人口1,514，人口密度每平方公里63人。

## 外部連結
- Celerina/Schlarigna- Official website of the municipality
- （页面存档备份，存于） - Tourist office